# Landesgartenschau Burg (bei Magdeburg) 2018
Die Landesgartenschau Burg (bei Magdeburg) 2018 war die 4. Landesgartenschau in Sachsen-Anhalt. Sie wurde am 21. April 2018 in Burg (bei Magdeburg), der Kreisstadt des Landkreises Jerichower Land, eröffnet. Sie war unter dem Motto „…von Gärten umarmt“ bis zum 7. Oktober 2018 geöffnet. Burg liegt etwa 25 Kilometer nordöstlich der sachsen-anhaltischen Landeshauptstadt Magdeburg.
Im Mittelpunkt der Gartenschau standen die vier Kernbereiche Goethepark, Weinberg, Ihlegärten und Flickschupark. Die dafür geschaffenen Daueranlagen wurden von relais Landschaftsarchitekten geplant. In den Bereich des Goetheparks wurde auch der Sowjetische Ehrenfriedhof einbezogen. Das planerische Konzept für die Gesamtanlage zielte darauf, Brachen und bestehende Grünanlagen zu nutzen, um im Prozess des Stadtwandels positive Impulse zu setzen. So wurden neue Verbindungen geschaffen und die Nutzungsvielfalt gesteigert. Aus diesem Verständnis war die Gartenschau als Stadtschau konzipiert, die von Bedeutungsverlust bedrohten Räumen nachhaltig eine neue Relevanz für das städtische Leben geben sollte. Das Projekt wurde mit dem Deutschen Landschaftsarchitekturpreis 2019 in der Kategorie Öffentlicher Raum als Zentrum ausgezeichnet. In ihrem Urteil hob die Jury die „sorgfältige nuancierte Gestaltung der einzelnen Anlagen hervor, die unterschiedliche Nutzungs- und Bedeutungsschwerpunkte der einzelnen Bereiche herausarbeitet beziehungsweise neu formuliert. Insbesondere wird gewürdigt, wie die historischen Anlagen sich im behutsamen Zusammenspiel unterschiedlicher Spielthemen zu einer belebten Innenstadt weiterentwickeln. So entstand ein System öffentlicher Freiräume, das der Altstadt eine neue Identität und vor allem eine neue Relevanz für das städtische Leben gibt und damit auch neue Impulse für die weitere Stadtentwicklung setzt.“ Im Rahmen der Auszeichnung mit dem Architekturpreis des Landes Sachsen-Anhalt 2019 würdigte die Jury besonders den „sensiblen Umgang mit dem Bestand und die nachhaltige und weitsichtige Entwicklung innerstädtischer Freiflächen, die auch für die nächsten Generationen eine erhebliche Verbesserung der Qualitäten in der Stadt Burg bedeuten werden.“
Zur Landesgartenschau haben im Zeitraum vom 21. April bis zum 7. Oktober ICs in Burg gehalten. Der ehemalige Oberbürgermeister der Stadt Burg, Bernhard Sterz, ist Gründungsmitglied des Fördervereins Landesgartenschau Burg zur Ausrichtung im Jahr 2018.

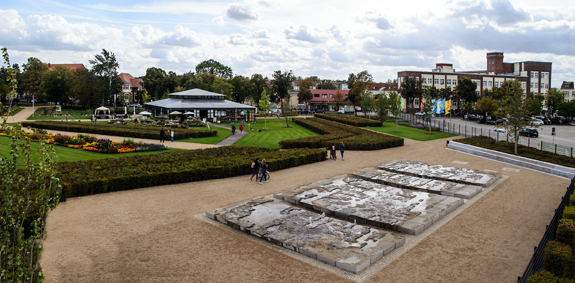
Goethepark
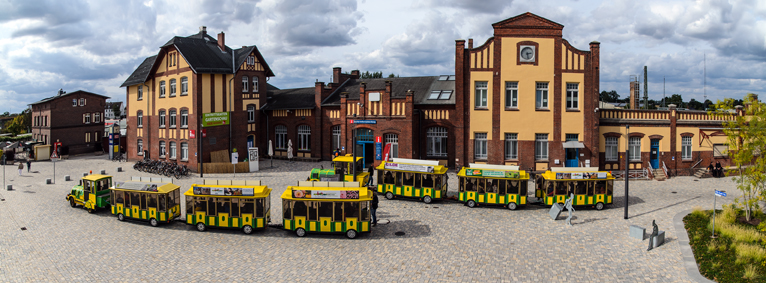
Bahnhof
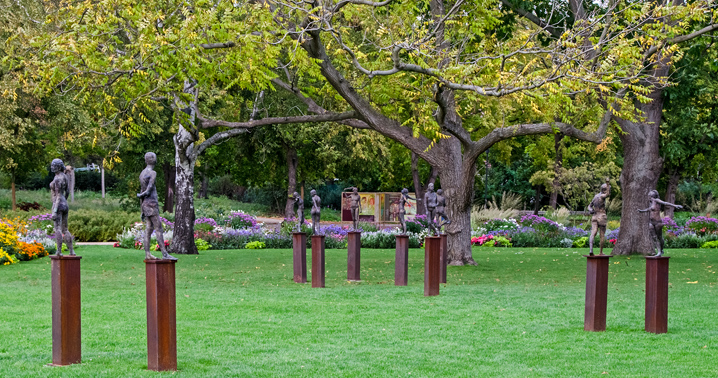
Teenager (Bronze)
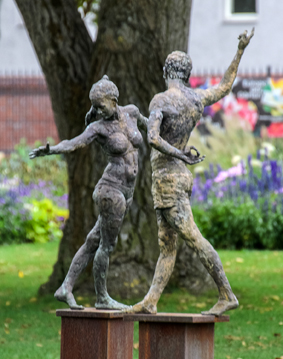
Teenager (Bronze) Detail